# Dinastía macedónica de Egipto
Para la dinastía que gobernó el Imperio bizantino del siglo IX al XI, véase: Dinastía macedónica.

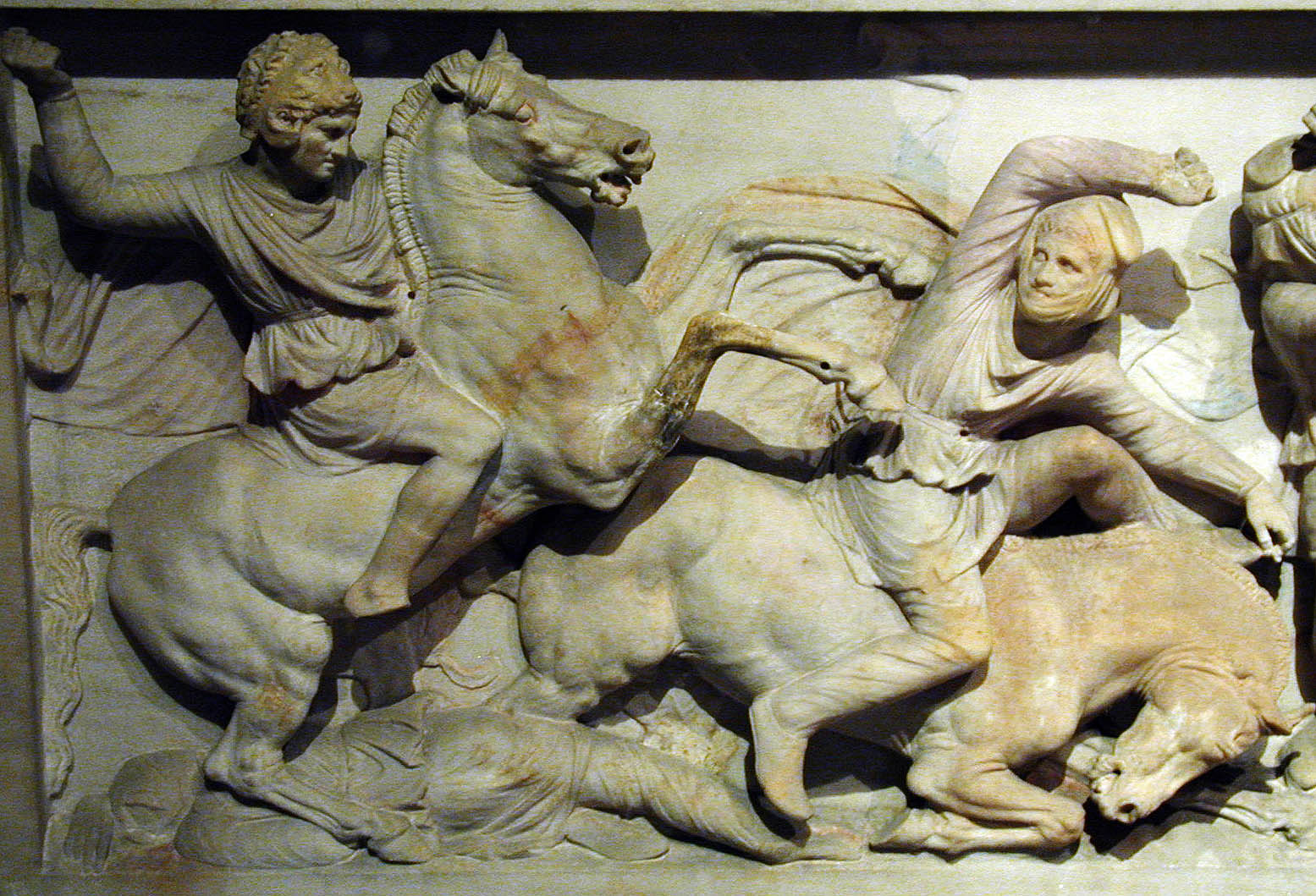
Alejandro Magno, el fundador de la dinastía. El denominado sarcófago de Alejandro, en el Museo Arqueológico de Estambul.

La dinastía macedónica de Egipto gobernó de 332 a. C. al 310 a. C. y junto con la dinastía Ptolemaica configuran el periodo helenístico ptolemaico. Es la dinastía que reina 
desde la ocupación de Egipto por Alejandro hasta la proclamación de Ptolomeo como gobernador de Egipto, creando su propia dinastía. Esta época, también es denominanda periodo macedónico de Egipto o de dominación macedónica.

## Historia
En 332 a. C. después de la toma de Tiro y Gaza, Alejandro Magno recibe una delegación de notables egipcios solicitándole que les libere del yugo persa. Acepta ser coronado como faraón en Menfis y con él se inicia la denominada dinastía macedónica. Decide fundar Alejandría en la costa del delta del Nilo; visita al profeta de Amón del oasis de Siwa, quien le desvela que era hijo de Zeus-Amón; vuelve a Menfis, donde permanece organizando la administración de Egipto hasta 331 a. C.; a continuación, emprende su campaña contra el imperio persa.
A la muerte de Alejandro se produjo un dilema sucesorio pues Roxana, la mujer de Alejandro, había quedado embarazada, surgiendo división de opiniones entre los que querían proclamar rey a Filipo, hermanastro de Alejandro, y los que deseaban esperar, por si Roxana daba a luz a un varón. Finalmente, se decidió que Filipo –que al parecer tenía disminuidas sus facultades mentales– fuera el nuevo rey, pero que Pérdicas fuera regente, con poder efectivo. Así, Filipo pasaba a ser faraón de Egipto.
Sin embargo, Pérdicas murió y Antípatro de Macedonia fue el nuevo regente. Cuando este también fallece, se origina un conflicto, pues había escogido como su sucesor a Poliperconte, relegando a Casandro su hijo. Después de una breve guerra civil en la que resultó ganador Casandro, se pactó que Alejandro heredaría el trono cuando Casandro muriera, pero éste, decidido a ocupar el trono, lo asesinó.
Mientras, en Egipto, uno de los antiguos generales de Alejandro, Ptolomeo, desplegó una hábil política destinada a conseguir gobernar Egipto. Viendo esto Pérdicas, invadió Egipto, pero fue derrotado y muerto por sus generales. Su sucesor, Antípatro, en el segundo reparto del imperio lo confirmó como gobernador de Egipto. 
Esta dinastía, de breve duración, fue seguida por la denominada dinastía ptolemaica, al proclamarse faraón Ptolomeo I Sóter, antiguo general del joven emperador Alejandro. Ptolomeo dotó a Egipto de la estabilidad necesaria para convertirlo en un país relativamente fuerte durante tres siglos.

Máxima extensión del imperio de Alejandro Magno.

## Gobernantes de la dinastía macedónica de Egipto
| Nombre                    | Comentarios                                       | Reinado         |
| ------------------------- | ------------------------------------------------- | --------------- |
| Alejandro Magno           | Conquista desde Macedonia hasta Persia y Egipto   | 332–323         |
| Filipo III de Macedonia   | Gobernante títere, hermanastro de Alejandro Magno | 323–317 a. C.   |
| Alejandro IV de Macedonia | Hijo de Alejandro Magno y Roxana                  | 323–310/9 a. C. |

## Cronología de la dinastía macedónica de Egipto
Cronología estimada por los egiptólogos:
- Primer faraón: Alejandro Magno (332 - 323 a. C.)

- Último faraón: Alejandro IV de Macedonia (323 - 310 a. C.)